# Veľké Bierovce
Veľké Bierovce (hongrois : Nagybiróc) est un village de Slovaquie situé dans la région de Trenčín.

## Histoire
La première mention écrite du village date de 1332.

## Démographie

### Évolution de la population
| Année:               | 1994. | 2004.   | 2014.    | 2024.   |
| -------------------- | ----- | ------- | -------- | ------- |
| Nombre de personnes: | 605   | 604     | 678      | 701     |
| Différence:          |       | -0,16 % | +12,25 % | +3,39 % |

| Année:               | 2023. | 2024.   |
| -------------------- | ----- | ------- |
| Nombre de personnes: | 697   | 701     |
| Différence:          |       | +0,57 % |